# Баллингарри (Типперэри)
Баллингарри (англ. Ballingarry; ирл. Baile an Gharraí) — деревня в Ирландии, находится в графстве Южный Типперэри (провинция Манстер).
На главной улице можно найти церковь, начальную школу и магазины. Близлежащие шахты связаны с добычей антрацита.
Исторически Баллингарри получила известность в середине XIX века, когда в результате массового голода там 29 июля 1848 года вспыхнуло национальное восстание движения «Молодая Ирландия» под руководством Уильяма Смита О'Брайена против британского правления. Члены движения планировали добиться независимости Ирландии, но плохая организация и недостаток поддержки изморенного голодом и болезнями населения привели к поражению.

Восстание было подавлено, его лидеры были признаны виновными в государственной измене и сначала приговорены к смертной казни, которая как слишком жестокая была заменена ссылкой на остров Тасмания.

## Демография
Население — 129 человек (по переписи 2006 года). В 2002 году население составляло 314 человек.
Данные переписи 2006 года:
| Общие демографические показатели |               |                               |                               |      |      |
| Всё население                    | Всё население | Изменения населения 2002—2006 | Изменения населения 2002—2006 | 2006 | 2006 |
| 2002                             | 2006          | чел.                          | %                             | муж. | жен. |
| 314                              | 129           | −185                          | −58,9                         | 61   | 68   |